# Siesiki
Siesiki (lit. Siesikai) – miasteczko na Litwie w okręgu wileńskim w rejonie Wiłkomierz. Siedziba starostwa Siesiki.
Miasteczko położone ok. 22 km na północny zachód od Wiłkomierza, nad jeziorem Siesiki.  Znajduje się tu m.in. poczta, kościół, szkoła i ruiny zamku w Siesikach. Dekretem prezydenta Republiki Litewskiej od 1998 roku posiada własny herb.

## Zabytki
- Zamek w Siesikach -  Na początku XVI wieku książę Gabriel Dowmunt wzniósł tu niewielki renesansowy zamek o czterech wieżach w narożach murów. Obiekt był otoczony z 3 stron fosą. Od jego nazwiska pochodzi też nazwa miasteczka. W XVIII wieku zamek przeszedł do rodziny Radziwiłłów, od 1745 w rodzinie Dowgiałłów. W latach 1820–1822 Dominik Wawrzyniec Dowgiałło przebudował[1] zamek w stylu neoklasycystycznym, burząc przy tym dwie wieże. Po nim właścicielem rezydencji był Stanisław Grzegorz Ignacy Konstanty Dowgiałło herbu Zadora (1822 - 1905). Ostatnim właścicielem zamku był Oskar Jan Dowgiałło (1902 - 1988), w którego posiadaniu zamek pozostawał do 1940 roku. Od roku 1990 opustoszały zamek przechodzi prace remontowe.
- kościół z 1537 roku, przebudowany w XVIII wieku z fundacji Dowmunt-Siesickich
- dworek „Akademia” z 1904 roku przy zamku
- kaplica Kończów z 1801 roku na cmentarzu
- park nad jeziorem o pow. 3 ha